# Livsfilosofi
Ordet livsfilosofi (av tyska Lebensphilosophie) används i flera olika betydelser, från självbiografiska redogörelser för bakgrunden till olika handlingar (se även livsåskådning, världsåskådning) till mer specifika tankesystem.
Friedrich Schlegel och andra tyska romantiker menade med livsfilosofi en inriktning av filosofin som byggde på livets och karaktärens enhet, snarare än rationellt förnuft. Detta framfördes i opposition mot systemfilosoferna Friedrich Hegel och Immanuel Kant.
Till ett filosofiskt fackbegrepp utvecklades termen livsfilosofi dock först mot slutet av 1800-talet av Wilhelm Dilthey i Tyskland och Henri Bergson i Frankrike.